# Campionatul Mondial de Atletism din 2022 - Săritura cu prăjina (masculin)
Proba masculină de săritură cu prăjina de la Campionatul Mondial de Atletism din 2022 a avut loc în perioada 22-24 iulie 2022 pe Hayward Field din Eugene, SUA.

## Standardul de calificare
Standardul de calificare a fost de 5,80m.

## Program
Ora este ora SUA (UTC-7) 
| Data     | Oră   | Etapă      |
| -------- | ----- | ---------- |
| 22 iulie | 17:05 | Calificări |
| 24 iulie | 17:25 | Finala     |

## Rezultate

### Calificări
În finală s-au calificat toți sportivii care au sărit cu prăjina la înălțimea de 5,80m (C) sau cele mai bune 12 performanțe (c).
| Loc | Grupă | Sportiv              | Țară                       | 5,30 | 5,50 | 5,65 | 5,75 | 5,80 | Rezultat final | Note |
| --- | ----- | -------------------- | -------------------------- | ---- | ---- | ---- | ---- | ---- | -------------- | ---- |
| 1   | A     | Armand Duplantis     | Suedia                     | –    | –    | o    | o    |      | 5,75           | c    |
| 1   | A     | Chris Nilsen         | Statele Unite ale Americii | –    | o    | o    | o    |      | 5,75           | c    |
| 1   | B     | Oleg Zernikel        | Germania                   | –    | o    | o    | o    |      | 5,75           | c    |
| 4   | A     | Thiago Braz          | Brazilia                   | –    | o    | xxo  | o    |      | 5,75           | c    |
| 5   | B     | Ben Broeders         | Belgia                     | –    | o    | o    | xo   |      | 5,75           | c    |
| 6   | B     | Ernest John Obiena   | Filipine                   | –    | xo   | o    | xo   |      | 5,75           | c    |
| 6   | B     | Ersu Șașma           | Turcia                     | o    | o    | xo   | xo   |      | 5,75           | c    |
| 8   | A     | Renaud Lavillenie    | Franța                     | –    | –    | xxo  | xo   |      | 5,75           | c    |
| 9   | A     | Bo Kanda Lita Baehre | Germania                   | –    | o    | xo   | xxo  |      | 5,75           | c    |
| 9   | B     | Menno Vloon          | Țările de Jos              | o    | xo   | o    | xxo  |      | 5,75           | c    |
| 9   | A     | Pål Lillefosse       | Norvegia                   | –    | o    | xo   | xxo  |      | 5,75           | c    |
| 9   | B     | Sondre Guttormsen    | Norvegia                   | –    | –    | xo   | xxo  |      | 5,75           | c    |
| 13  | A     | Rutger Koppelaar     | Țările de Jos              | –    | o    | o    | xxx  |      | 5,65           |      |
| 14  | A     | Hussain Al-Hizam     | Arabia Saudită             | xo   | o    | o    | xxx  |      | 5,65           | SB   |
| 15  | B     | Seito Yamamoto       | Japonia                    | o    | o    | xo   | xxx  |      | 5,65           |      |
| 15  | B     | Simen Guttormsen     | Norvegia                   | o    | o    | xo   | xxx  |      | 5,65           |      |
| 17  | B     | Luke Winder          | Statele Unite ale Americii | xo   | o    | xo   | xxx  |      | 5,65           |      |
| 18  | A     | Thibaut Collet       | Franța                     | –    | o    | xxo  | xxx  |      | 5,65           |      |
| 19  | A     | Harry Coppell        | Marea Britanie             | o    | o    | xxx  |      |      | 5,50           |      |
| 19  | B     | Mikko Paavola        | Finlanda                   | o    | o    | xxx  |      |      | 5,50           |      |
| 19  | A     | Piotr Lisek          | Polonia                    | –    | o    | xxx  |      |      | 5,50           |      |
| 22  | A     | Emmanouil Karalis    | Grecia                     | –    | xo   | xxx  |      |      | 5,50           |      |
| 22  | A     | Tommi Holttinen      | Finlanda                   | o    | xo   | xxx  |      |      | 5,50           | SB   |
| 24  | B     | Huang Bokai          | China                      | –    | xxo  | xxx  |      |      | 5,50           |      |
| 24  | B     | Robert Sobera        | Polonia                    | –    | xxo  | xxx  |      |      | 5,50           |      |
| 24  | A     | Kurtis Marschall     | Australia                  | –    | xxo  | xxx  |      |      | 5,50           |      |
| 27  | A     | Robert Renner        | Slovenia                   | xo   | xxo  | xxx  |      |      | 5,50           |      |
| 28  | A     | Germán Chiaraviglio  | Argentina                  | xo   | xxx  |      |      |      | 5,30           |      |
|     | B     | Andrew Irwin         | Statele Unite ale Americii | xxx  |      |      |      |      | FM             |      |
|     | B     | Augusto Dutra        | Brazilia                   | –    | xxx  |      |      |      | FM             |      |
|     | A     | Torben Blech         | Germania                   | xxx  |      |      |      |      | FM             |      |
|     | B     | Valentin Lavillenie  | Franța                     | –    | xxx  |      |      |      | FM             |      |

### Finala
Finala a avut loc pe 24 iulie și a început la ora 17:25.
| Loc | Sportiv              | Țară                       | 5,55 | 5,70 | 5,80 | 5,87 | 5,94 | 6,00 | 6,06 | 6,21 | Rezultat final | Note |
| --- | -------------------- | -------------------------- | ---- | ---- | ---- | ---- | ---- | ---- | ---- | ---- | -------------- | ---- |
| 1   | Armand Duplantis     | Suedia                     | –    | o    | –    | xo   | o    | o    | o    | xo   | 6,21           | RM   |
| 2   | Chris Nilsen         | Statele Unite ale Americii | o    | o    | o    | xo   | o    | xxx  |      |      | 5,94           |      |
| 3   | Ernest John Obiena   | Filipine                   | o    | xo   | o    | o    | xo   | xxx  |      |      | 5,94           | RC   |
| 4   | Thiago Braz          | Brazilia                   | o    | o    | xo   | o    | xx–  | x    |      |      | 5,87           |      |
| 5   | Oleg Zernikel        | Germania                   | o    | o    | o    | xo   | xxx  |      |      |      | 5,87           | PB   |
| 5   | Renaud Lavillenie    | Franța                     | –    | o    | –    | xo   | xxx  |      |      |      | 5,87           | SB   |
| 7   | Bo Kanda Lita Baehre | Germania                   | xo   | xo   | xxo  | xxo  | xxx  |      |      |      | 5,87           |      |
| 8   | Ersu Șașma           | Turcia                     | xo   | xo   | o    | xxx  |      |      |      |      | 5,80           | =RN  |
| 9   | Pål Lillefosse       | Norvegia                   | o    | –    | xo   | xxx  |      |      |      |      | 5,80           |      |
| 10  | Sondre Guttormsen    | Norvegia                   | o    | o    | xxx  |      |      |      |      |      | 5,70           |      |
| 11  | Ben Broeders         | Belgia                     | xxo  | o    | xxx  |      |      |      |      |      | 5,70           |      |
|     | Menno Vloon          | Țările de Jos              | xxx  |      |      |      |      |      |      |      | FM             |      |